# Placówka Straży Granicznej I linii „Brzeziny”
Placówka Straży Granicznej I linii „Brzeziny” – jednostka organizacyjna Straży Granicznej pełniąca służbę ochronną na granicy polsko-niemieckiej w okresie międzywojennym.

## Formowanie i zmiany organizacyjne
Z dniem 15 stycznia 1928 roku w ramach Inspektoratu SC w Piaśnikach, powołany został komisariat Straży Celnej „Dąbrówka Wielka”. Przejął on z komisariatu SC Tarnowskie Góry placówki: „Buchacz” i „Szarlej”. W wyniku kolejnych reorganizacji, placówki „Biały Szarlej” i „Maciejkowice” połączono w jedną z miejscem postoju w Brzezinach Śląskich.
Rozporządzeniem Prezydenta Rzeczypospolitej Polskiej Ignacego Mościckiego z 22 marca 1928 roku, do ochrony północnej, zachodniej i południowej granicy państwa, a w szczególności do ich ochrony celnej, powoływano z dniem 2 kwietnia 1928 roku  Straż Graniczną.
Rozkazem nr 4 z 30 kwietnia 1928 roku w sprawie organizacji Śląskiego Inspektoratu Okręgowego dowódca Straży Granicznej gen. bryg. Stefan Pasławski określił strukturę organizacyjną komisariatu SG „Kamień”. Placówka Straży Granicznej I linii „Brzeziny” znalazła się w jego strukturze.

## Służba graniczna
Sąsiednie placówki:
- placówka Straży Granicznej I linii „Szarlej” ⇔ placówka Straży Granicznej I linii „Łagiewniki” − 1928[4]

## Kierownicy/dowódcy placówki
| stopień          | imię i nazwisko    | okres pełnienia służby  | kolejne stanowisko |
| ---------------- | ------------------ | ----------------------- | ------------------ |
| przodownik       | Alojzy Wolnik      | 15 I 1928 – 12 XII 1928 |                    |
| przodownik       | Feliks Malcherek   | 12 XII 1928 – 1 X 1929  |                    |
| przodownik       | Alojzy Wolnik      | 1 X 1929 – 1 VI 1930    |                    |
| strażnik         | Jakub Starański    | 1 VI 1930 – 9 III 1931  |                    |
| strażnik         | Roman Mielczarek   | 9 III 1931 – 23 IV 1931 |                    |
| starszy strażnik | Jan Gołas          | 23 IV 1931 – 2 V 1932   |                    |
| starszy strażnik | Roman Bacik        | 2 V 1932 — 8 X 1934     |                    |
| przodownik       | Stefan Staśkiewicz | 8 X 1934 –              |                    |